# هاشم الکعبی
هاشم بن حردان بن اسماعیل الکعبی در دورق در نزدیکی اهواز به دنیا آمد و در نجف درگذشت. دیوان اشعار او دربردارندهٔ مرثیه‌های دربارهٔ واقعهٔ کربلاست. قصایدی از او در اعیان الشیعه و کشکول آمده است.